# Jules Lepetit
Pour les articles homonymes, voir Lepetit.

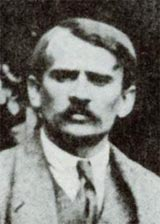

Louis Bertho dit Jules Lepetit, né le 15 avril 1889 à Nantes et disparu en mer dans la région de Mourmansk (Russie) vers le 1er octobre 1920, est un ouvrier terrassier, puis chauffeur, militant anarchiste et syndicaliste libertaire.
Arrêté le 20 juin 1917, il est condamné à deux ans de prison pour avoir imprimé un numéro spécial antimilitariste du Libertaire.
En 1920, les circonstances obscures de sa disparition en Russie, ainsi que celles de deux de ses camarades libertaires, laissent planer un doute sur la responsabilité éventuelle du gouvernement bolchévique.

## Biographie
Louis Alexandre Bertho est le fils de Jean Marie Bertho, journalier, et de Marie Alexandrine Royant, journalière. Il est d'abord ouvrier et syndicaliste aux chantiers navals de Saint-Nazaire. Il participe à sa première grève à l'âge de 15 ans.
Antimilitariste et insoumis au service militaire, il échappe à des poursuites en prenant une fausse identité. Louis Bertho abandonne son nom et se fait appeler Lepetit (Jules Marius, né le 2 janvier 1883 à Voingt) car il possède un livret militaire à cette identité, le propriétaire domicilié dans les Bouches-du-Rhône l’ayant perdu.
En 1912, à Paris, il milite au sein de la Fédération communiste anarchiste avec Louis Lecoin et au syndicat des terrassiers.
Il est définitivement exempté en 1915 pour « faiblesse générale ».
Le 7 novembre 1915, il est l'un des treize cosignataires d’un appel à rassembler « ceux qui sont restés fidèles aux nobles idées de fraternité humaine » et « croient toujours à la nécessité des relations et de l’action internationale des travailleurs ». Le 21 novembre, est constitué le Comité d’action internationale (CAI). Dès janvier 1916, le CAI se joignit à la minorité socialiste zimmerwaldienne pour constituer le Comité pour la reprise des relations internationales (CRRI). En 1916, il est parmi les fondateurs du Comité de défense syndicaliste, fer de lance de la résistance à la guerre.
Le 19 juin 1917, il est arrêté au siège du Libertaire comme gérant de la publication clandestine d’un numéro du journal titré « Exigeons la Paix ». Quelque 10.000 exemplaires sont saisis au domicile et plusieurs autres militants arrêtés. Il est condamné le 11 octobre à deux ans de prison. Il est libéré au début d’avril 1919.
Selon le témoignage d’Alphonse Barbé : « il avait une voix très forte, prenante, qui captivait rapidement son auditoire ; c’était vraiment le type du révolutionnaire de cette époque, où l’on mettait l’indépendance et l’esprit critique au-dessus des questions d’échelon de salaire. Ouvert à toutes les idées, il était tolérant sans jamais être neutre, désintéressé, énergique, loyal ; il eut pu prétendre aux plus hauts postes dans le mouvement syndical s’il avait eu la moindre ambition mais sa simplicité, sa modestie, sa franchise ne pouvaient lui permettre que de servir dans le rang... Ses interventions dans les congrès confédéraux, où le déléguait la Fédération du Bâtiment, étaient très remarquées, malgré son jeune âge ; il était de l’école de cet autre grand serviteur de la classe ouvrière : Alphonse Merrheim dont il était l’ami ».

## Liquidation par les bolchéviques?

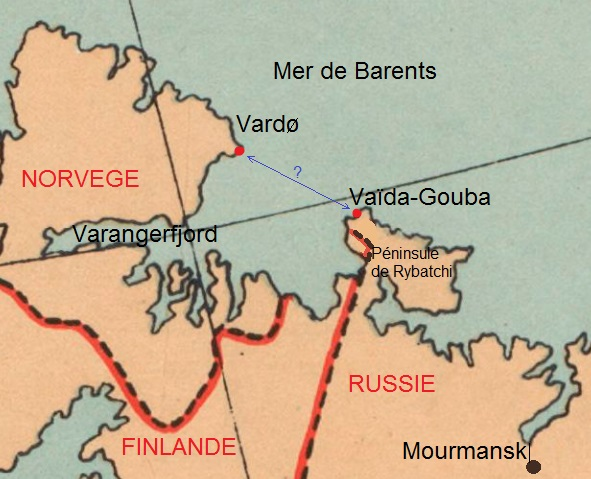
Le point d'interrogation indique le lieu présumé de la mort de Lefebvre, Lepetit et Vergeat.

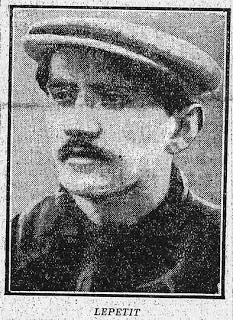

Invité au deuxième congrès de l'Internationale communiste à Moscou, en juillet 1920, il s'y rend avec Raymond Lefebvre et Marcel Vergeat. Ils en repartent le 6 septembre après avoir rencontré Victor Serge et Marcel Body et effectués un séjour en Ukraine. Avec Lefebvre et Vergeat, il prend le train pour Mourmansk d’où ils doivent s’embarquer pour regagner la France. Le 1er décembre 1920, le journal communiste L’Humanité annonce leur disparition, en mer au large de Mourmansk, dans les derniers jours de septembre ou le 1er octobre.
Les hypothèses les plus diverses sont émises sur ces disparitions mystérieuses. Annie Kriegel, qui a longuement enquêté à ce sujet, conclut : « Rien n’est vraiment assuré dans cette affaire ».
Lors du premier congrès tenu par la CGTU à Saint-Étienne en juin 1922, le délégué de l’USI italienne, le militant anarchiste Armando Borghi déclare à propos de cette affaire : « Je connais d’autres difficultés pour revenir de Russie. Les camarades Lepetit et Vergeat n’ont pas pu revenir en Europe. Je connaissais Lepetit et Vergeat ; je les ai rencontré à Moscou à la veille de mon départ ; je sais qu’il n’y a pas de billet de sûreté, même en Russie. Je prie les camarades de bien prendre note de ce que je vais dire. Lorsque je suis parti de Russie on m’a dit : "Borghi, vous allez partir ; avec ces papiers, vous pourrez justifier votre faux nom ; vous vous appelez pour le territoire de Russie, Lepetit". François Mayoux (mari de Marie Mayoux) qui assiste également à ce congrès remarque qu’à cette déclaration succède un silence glacé, étant persuadé que « les gouvernants russes ont fait assassiner ou laissé assassiner Vergeat, Lepetit et leurs deux compagnons ».
Sur ce que Lepetit pense de la Révolution russe, quelques jours avant de quitter définitivement Moscou, on se reportera à sa lettre du 28 juillet 1920 adressée au syndicat des terrassiers, et publié dans Le Midi rouge en janvier 1921 où il déplore qu’il soit « extrêmement difficile de se faire une opinion exacte, d’abord parce que les officiels cherchent à ne nous laisser apercevoir que le bon côté, à nous dissimuler le revers de la médaille ». Il se montre également déçu par le congrès de l’Internationale communiste : « Je n’ai rien trouvé jusqu’ici d’intéressant à cette réunion, malgré le bruit que l’on a fait autour... Cela m’apparaît plutôt comme un concile où l’on vient simplement approuver les ordres, décisions de l’Église ; ce n’est pas très flatteur pour les délégués étrangers ». Mais il pense qu’il faut « aimer quand même la révolution, malgré ses fautes et ses erreurs », parce qu’elle a permis des avancées considérables : expropriation capitaliste, développement de l’instruction publique, lutte contre l’alcoolisme.
Dans une autre lettre du 1er septembre 1920 publiée dans Le Libertaire du 12 décembre, il précise : « La Révolution enfante dans le sang et dans les larmes, dans la peine et dans la douleur, mais l’essentiel est qu’elle donne naissance à quelque chose de sain et de beau. Je crois que, malgré toutes ses fautes, la Révolution russe, qui n’en est encore qu’à sa première période, pourra, si les autres peuples savent l’aider, procréer une société véritablement belle. Mais encore faut-il que les prolétaires de l’Occident ne l’abandonnent pas à ses propres forces ». Et il ajoute que la révolution pouvait également « verser davantage vers la droite, où elle penche déjà de trop à mon avis »,.

### Commentaire
Selon Marcel Body : « Vergeat, mais surtout Lepetit ne cachaient pas leur hostilité à un système social dominé par un parti unique, dont le souverain mépris de l'homme n'était que trop visible dans la Russie entière. Les ouvriers russes, les marins de la Baltique et les paysans mobilisés qui constituaient les régiments qui, à la fin du règne éphémère de Kerenski, avaient porté Lénine et son Parti au pouvoir n'avaient certainement pas voulu cela. (...). Lepetit et Vergeat l'avaient partout constaté. (...). Et ils n'hésitaient pas à condamner un système qui allait si manifestement à l'encontre de tout ce que l'on promettait aux travailleurs français au nom du socialisme et de la Révolution » (Un piano en bouleau de Carélie, Paris, Hachette, 1981, p. 176).

## Postérité
- Un Groupe Louis Bertho-Lepetit de la Fédération anarchiste voit le jour dans les années 1980[7].

## Notices
- Dictionnaire biographique du mouvement ouvrier français, « Le Maitron » : notice biographique.
- Dictionnaire des anarchistes : notice biographique.
- Dictionnaire international des militants anarchistes : notice biographique.
- L'Éphéméride anarchiste : notice biographique.
- René Bianco, 100 ans de presse anarchiste : notice.
- Centre International de Recherches sur l'Anarchisme (Lausanne) : notice bibliographique.